# Кручинин, Сергей Иванович
Серге́й Ива́нович Кручи́нин (12 декабря 1939, Ивантеевка, Московская область — 24 декабря 2014, Новосибирск) — альтист Новосибирского академического симфонического оркестра; писатель.

## Биография
Окончил Новосибирскую государственную консерваторию по классу альта у профессора А. М. Азатяна. В течение нескольких лет возглавлял музыкальную школу в Академгородке. Более 40 лет работал в Новосибирском академическом симфоническом оркестре.
Работал на радио, телевидении, писал киносценарии для документальных фильмов, журнальные очерки. Все его книги связаны с музыкой и музыкантами. Первая повесть «Несчастный Манин» была напечатана Сибирским книжным издательством в сборнике «Дебют» в 1978 году. Одну из последних книг — «Дирижёр из провинции», 2009 — автор посвятил Арнольду Кацу. Последняя его книга, вышедшая после смерти автора, в 2015 г., — «Патерик говорящего скворца. Семейные предания» — посвящена истории его семьи.
Ему удалось разыскать сведения о первом — в 1916 году — выступлении симфонического оркестра в Новониколаевске. Восстановил биографию Ивана Людвиговича Станчича — первого директора Новосибирской филармонии, расстрелянного в период сталинских репрессий. Был одним из создателей музея Новосибирской филармонии, которым заведовал после выхода на пенсию.
Увлекался живописью.
В последние годы жизни ослеп вследствие глаукомы и сахарного диабета. Роман «Дирижёр из провинции», затем повесть «Танго для кошки», а также книгу «Патерик говорящего скворца» писал вслепую на компьютере, озвучивающем каждое нажатие клавиши.

## Избранные сочинения
- Кручинин С. И. Дирижёр из провинции. — 2009.
- Кручинин С. И. Наедине с оркестром : Записки музыканта : [Для детей]. — Новосибирск : Зап.-Сиб. кн. изд-во, 1982. — 128 с. — 15000 экз.[4]
- Кручинин С. И. Несчастный Манин // Дебют. — Сибирское кн. изд-во, 1978.
- Кручинин С. И. Товарищ Станчич : очерк // Новосибирск (журн.). — 2007.
- Кручинин С. И. Царица Тамарка : повесть // Новосибирск (журн.). — 2007.
- Кручинин С. И. Violino : повесть // Новосибирск (журн.). — 2004.
- Кручинин С. И. Патерик говорящего скворца. Семейные предания. Новосибирск: Изд-во НГТУ, 2015. — 240 с.

## Награды
- медаль ордена «За заслуги перед Отечеством» II степени (1999)[5].